# Elson Becerra
Elson Evelio Becerra Vaca (Cartagena de Indias, 26 aprile 1978 – Cartagena de Indias, 8 gennaio 2006) è stato un calciatore colombiano, di ruolo attaccante.
È stato ucciso a colpi di arma da fuoco all'uscita da una discoteca di Cartagena.

## Palmarès

### Nazionale
- Campeonato Sudamericano de Football: 1

Colombia 2001